# Buug
Buug (Bayan ng Buug) är en kommun i Filippinerna. Kommunen ligger på ön Mindanao, och tillhör provinsen Zamboanga Sibugay. Folkmängden uppgår till 33 623 invånare.

## Barangayer
Buug är indelat i 27 barangayer.
| - Agutayan - Bagong Borbon - Basalem - Bawang - Bliss - Bulaan - Compostela - Danlugan - Datu Panas - Del Monte - Guintuloan - Guitom - Guminta - Labrador | - Lantawan - Mabuhay - Maganay - Manlin - Muyo - Pamintayan - Pling - Poblacion - Pulog - San Jose - Talairan - Talamimi - Villacastor (Galit) |